# 中国体育科学学会
中国体育科学学会（英語：China Sport Science Society, CSSS），是中华人民共和国体育科学工作者组成的全国性、学术性、非营利性社会团体。旗下刊物有《体育科学》、《中国运动医学杂志》。

## 沿革
中国体育科学学会的筹建工作始于1960年代初。为了加强横向联系，促进学术交流，在北京、上海等地体育科技工作者的倡议下，1964年7月28日，国体委科学委员会第一次会议决定建立中国体育学会，随即草拟了学会章程，酝酿了理事候选人名单。后因文化大革命被搁置下来。
1979年8月22日，中国体育科学学会筹备委员会正式成立，并于8月22-25日召开筹委会第一次全体会议。参加会议的有14个单位推选出来的筹委会委员，分别来自北京体育学院、武汉体育学院、天津体育学院、北京市体委、上海市体育科学研究所、北京大学、清华大学、北京师范大学、北京医学院、教育部体育司、国家体委机关及体育科研所、训练局、体育报社。与会代表一致推选时任国家体委副主任的荣高棠为筹委会主任委员，冯铭、赵斌、都浩然为筹委会副主任委员，李凤楼、柏坪、夏翔、李鹤鼎、曲绵域、温敬铭、陈家琦、张志贤、邓华跃、杨峰、王汝英、陈文堉、宋子玉、齐祖谭、阎维仁、马彬、马启伟为委员。
中国体育科学学会成立大会举行于1980年12月15日，全国各地合共有300名代表出席会议，国务院副总理杨静仁到会祝贺。大会选举产生了由93人组成的第一届理事会，黄中当选为理事长。1985年5月召开第二次全国代表大会，1990年12月召开第三次全国代表大会，1995年9月召开第四次全国代表大会，2000年12月召开第五次全国会员代表大会，2004年10月召开第六次全国会员代表大会。
2010年12月15日，中国体育科学学会举行成立30周年纪念日。

## 工作职能
中国体育科学学会的主要工作任务是：
- 组织开展国内外体育学术交流活动；
- 组织评审并颁发体育科技奖励；
- 组织开展体育科普活动；
- 组织开展继续教育活动和与体育有关的各类咨询活动；
- 组织开展体育科技课题研究，成果推广、转化、开发及鉴定工作；
- 举办各类体育科技、科普展览会、展示会、演示会；
- 编辑出版体育科技书籍、期刊、科普读物和信息资料，包括学会会刊《体育科学》和《中国运动医学杂志》；
- 与境外体育科技团体和个人的联系与交往；
- 举荐人才，表彰、奖励在学会活动中做出优异成绩的会员和学会专兼职工作人员；
- 举办为体育科技工作者服务的活动；
- 接受政府、其他单位委托组织开展有关工作。

## 组织结构
中国体育科学学会设有18个分会、5个工作委员会和2个编委会，包括：
- 体育社会科学分会[8]
- 运动训练学分会
- 运动医学分会
- 运动生物力学分会
- 运动心理学分会
- 体质研究分会
- 体育信息分会
- 体育仪器器材分会
- 体育建筑分会
- 体育统计分会
- 学校体育分会
- 体育史分会
- 武术分会
- 体育产业分会
- 体育管理分会、体育新闻传播分会
- 运动生理生化分会
- 体能训练分会
- 学术工作委员会
- 科普工作委员会
- 继续教育工作委员会
- 国际交往委员会
- 期刊工作委员会
- 《体育科学》编委会
- 《中国运动医学杂志》编委会

中国27个省（区、市）和5个计划单列市建立了地方体育科学学会。